# Cercopimorpha dolens
Cercopimorpha dolens är en fjärilsart som beskrevs av William Schaus 1905. Cercopimorpha dolens ingår i släktet Cercopimorpha och familjen björnspinnare. Inga underarter finns listade i Catalogue of Life.